# نیروی هوایی فیلیپین
نیروی هوایی فیلیپین (فیلیپینی: Hukbong Himpapawid ng Pilipinas) نیروی هوایی زیرمجموعه نیروهای مسلح فیلیپین است، که فعالیت خود را از سال ۱۹۴۷ آغاز نمود.
نیروی هوایی فیلیپین شاخه خدمات جنگ هوایی نیروهای مسلح فیلیپین است. این نیرو که در ابتدا به عنوان بخشی از ارتش فیلیپین با نام سپاه هوایی ارتش فیلیپین در سال ۱۹۳۵ تشکیل شد، سرانجام در طول جنگ جهانی دوم در نبردها شرکت کرد و در سال ۱۹۴۷ رسماً به عنوان یک شاخه خدماتی جداگانه، تحت فرمان اجرایی شماره ۹۴ از ارتش جدا شد. در حال حاضر، نیروی هوایی فیلیپین مسئول دفاع از حریم هوایی فیلیپین و انجام عملیات هوایی در سراسر فیلیپین، مانند عملیات پشتیبانی نزدیک هوایی، گشت‌های هوایی رزمی، ماموریت‌های شناسایی هوایی، عملیات ترابری هوایی، عملیات تاکتیکی بالگرد، عملیات ویژه و عملیات بشردوستانه هوایی، از جمله عملیات جستجو و نجات، است. نیروی هوایی فیلیپین همچنین ماموریت‌های مختلفی را در داخل و خارج از کشور انجام داده است.
ستاد مرکزی نیروی هوایی فیلیپین در پایگاه هوایی ویلامور در پاسای قرار دارد و توسط فرمانده کل نیروی هوایی فیلیپین، که دارای رتبه سپهبدی است و همچنین به عنوان بالاترین مقام نظامی این شاخه خدمت می‌کند، رهبری می‌شود.